# Wilhelm Lindenschmit den äldre

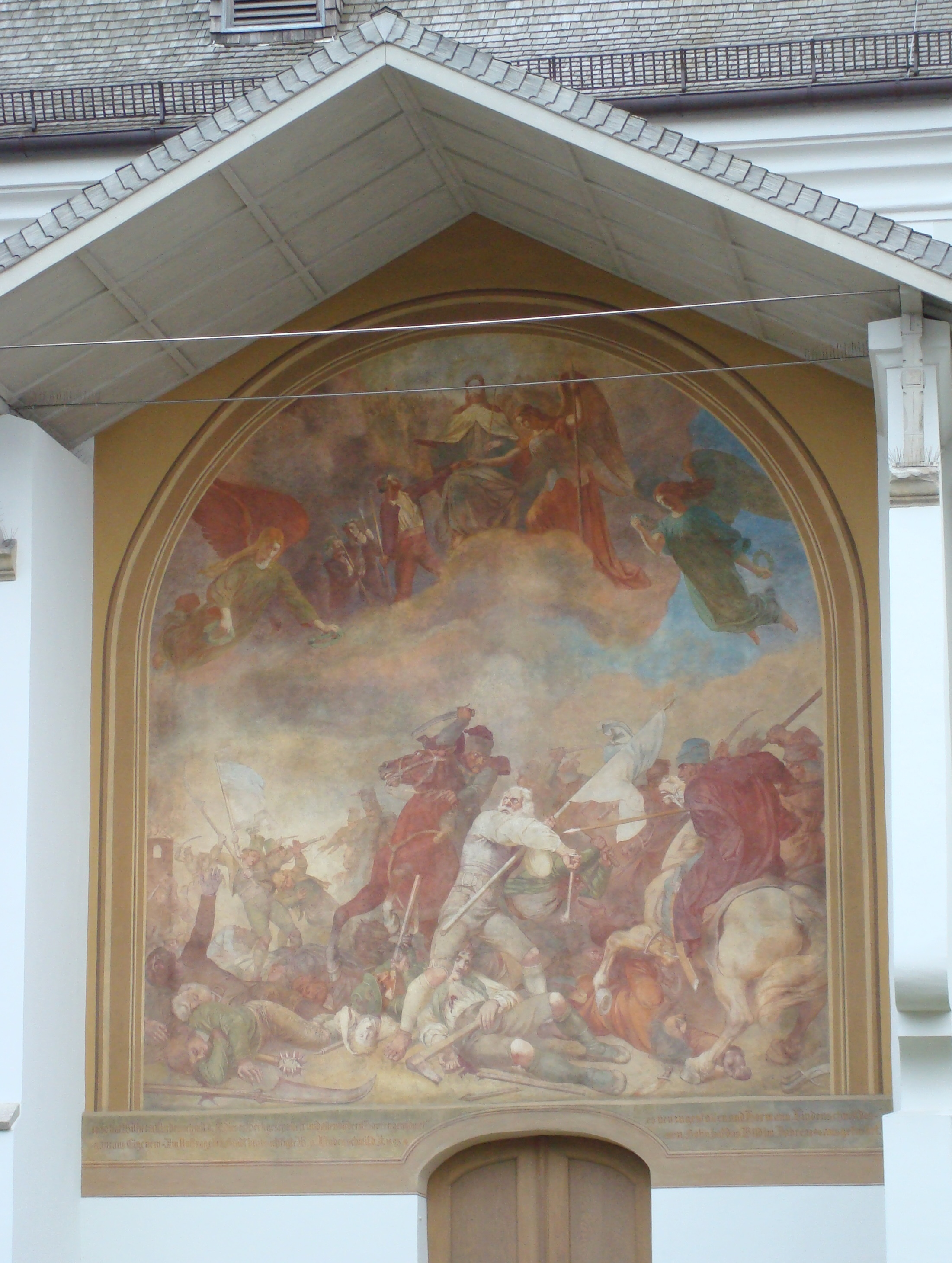
Die Sendlinger Bauernschlacht 1705, fresk i Alte Pfarrkirche St. Margaret.

Wilhelm Lindenschmit den äldre, född den 9 mars 1806 i Mainz, död den 12 mars 1848 i München, var en tysk historiemålare. Han var bror till Ludwig Lindenschmit den äldre och far till Wilhelm Lindenschmit den yngre.
Lindenschmit studerade i München och Wien samt var från 1826 verksam i München. Där målade han i slottsträdgårdens arkader, i Königsbau och i Gamla pinakoteket väggbilder ur Bayerns historia, ur Schillers dikter och ur Lionardo da Vincis liv. Han målade även i olja ämnen ur Tysklands urhistoria, såsom Slaget på Idistavisus-fältet. Lindenschmit är representerad i Nya pinakoteket av ett par skisser.